# Suriauville
Suriauville ist eine französische Gemeinde im Département Vosges in der Region Grand Est (bis 2015 Lothringen). Sie gehört zum Kanton Vittel im Arrondissement Neufchâteau. Sie grenzt im Nordosten an Contrexéville, im Südosten an Dombrot-le-Sec, im Südwesten an Crainvilliers, im Westen an Saulxures-lès-Bulgnéville und im Nordwesten an Bulgnéville. Die Bewohner nennen sich Suriauvillois(es).

## Bevölkerungsentwicklung
| Jahr      | 1962 | 1968 | 1975 | 1982 | 1990 | 1999 | 2008 | 2018 |
| --------- | ---- | ---- | ---- | ---- | ---- | ---- | ---- | ---- |
| Einwohner | 248  | 229  | 221  | 198  | 173  | 179  | 208  | 215  |

## Sehenswürdigkeiten

Kirche St. Blasius
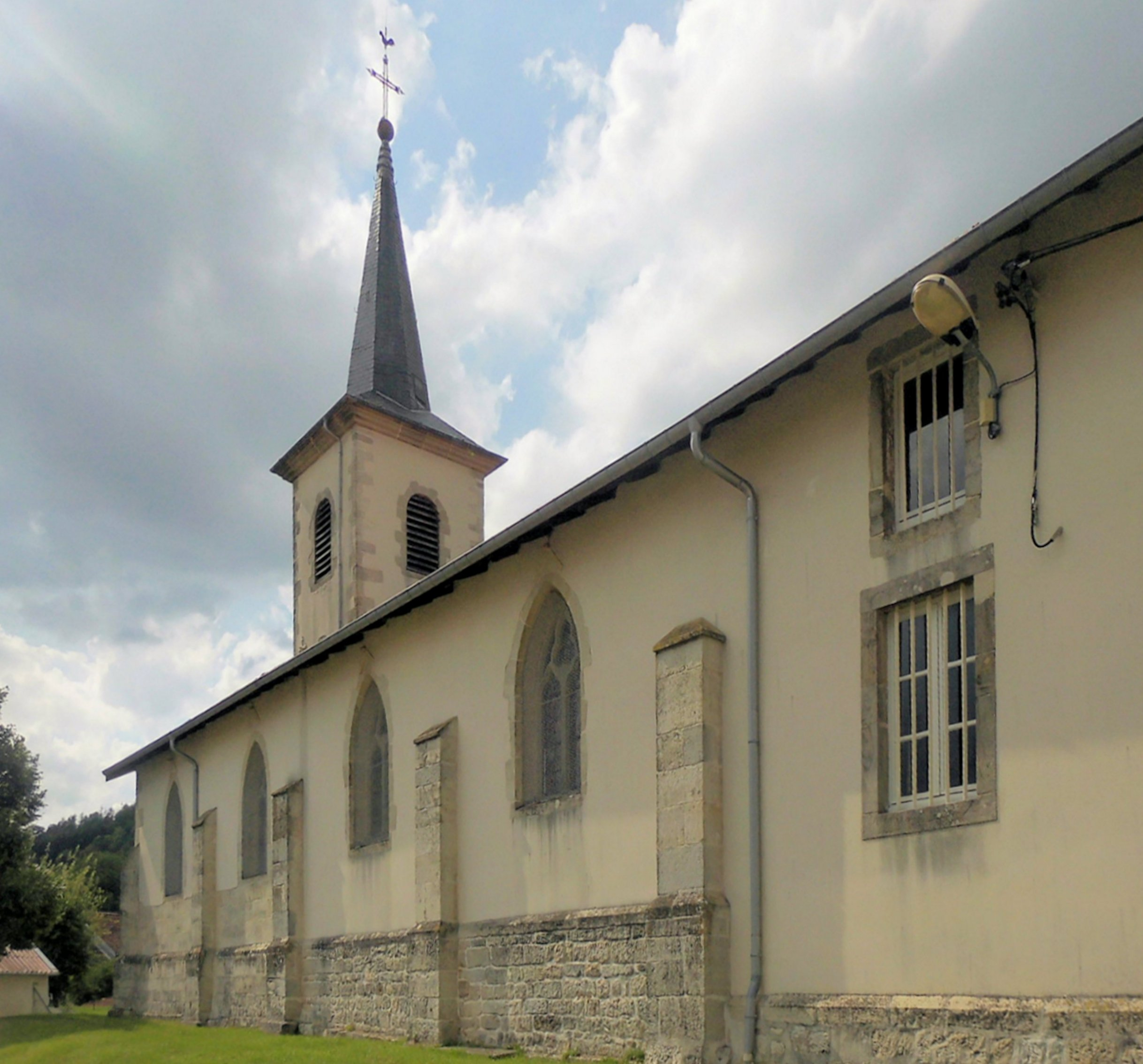
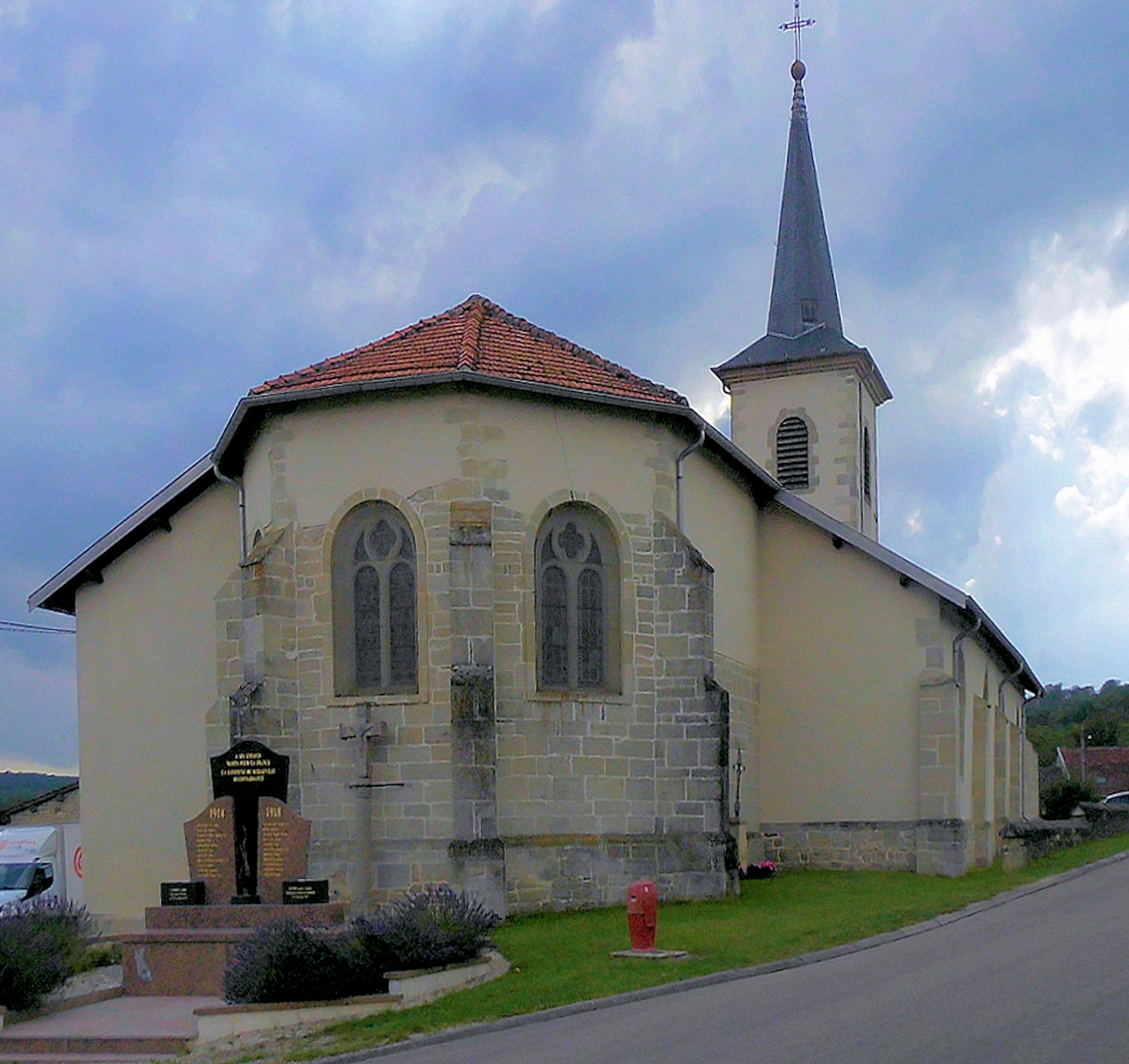